# 豊田市立萩野小学校
豊田市立萩野小学校（とよたしりつ はぎのしょうがっこう）は、愛知県豊田市桑田和町にある公立小学校。

## 概要
- 川面町、桑田和町、菅生町、竜岡町、玉野町、怒田沢町、二タ宮町が校区であり、公立中学校の進学先は豊田市立足助中学校である[1]。
- 豊田市の小規模特認校に指定されており、一部は豊田市内の別の校区から転入学してきた児童である[2]。
- 旧・東加茂郡足助町の一部（賀茂村）の小学校であった。

## 沿革
- 1872年（明治5年）10月15日 - 桑田和村に第49番小学桑田和学校が開校。久遠寺[注釈 1]を仮校舎とする。
- 1888年（明治21年） - 尋常小学桑田和学校に改称する。
- 1889年（明治22年）10月1日 - 豊岡村、二タ宮村、竜岡村、千野村、菅生村、桑田和村、怒田沢村、川面村、五反田村、上八木村、新盛村、玉野村、福知村、林間村、越田和村、千田村、北小田村、久木村が合併し、賀茂村が発足する。
- 1890年（明治23年） - 校舎を新築し、移転する。
- 1892年（明治25年） - 桑田和尋常小学校に改称する。
- 1894年（明治27年）5月 - 萩野高等小学校が開校する。
- 1906年（明治39年）5月1日 - 賀茂村、伊勢神村、及び金沢村の一部が合併し、改めて賀茂村となる。
- 1907年（明治40年）1月 - 萩野高等小学校が廃校となる。高等科を桑田和尋常小学校に併設し、同時に賀茂第一尋常小学校に改称する。
- 1909年（明治42年）10月 - 賀茂第一実業補習学校を併設する。
- 1941年（昭和16年）4月1日 - 賀茂第一国民学校に改称する。
- 1947年（昭和22年）4月1日 - 賀茂村立萩野小学校に改称する。
- 1955年（昭和30年）4月1日 - 足助町、盛岡村、賀茂村、阿摺村が合併し、足助町となる。同時に足助町立萩野小学校に改称する。
- 1995年（平成7年）3月 - 校舎を新築する。
- 2005年（平成17年）4月1日 - 足助町が豊田市へ編入される。同時に豊田市立萩野小学校に改称する。

## 交通アクセス
- 足助地域バス「あいま～る」Gコース、Mコース「萩野小学校」下車、徒歩約1分。　※運行日注意
- とよたおいでんバス【8】さなげ・足助線（旧・さなげ足助バス）「百年草」バス停より徒歩約30分。